# Pachyceracris
Pachyceracris is een geslacht van rechtvleugeligen uit de familie veldsprinkhanen (Acrididae). De wetenschappelijke naam van dit geslacht is voor het eerst geldig gepubliceerd in 1962 door Dirsh.

## Soorten
Het geslacht Pachyceracris omvat de volgende soorten:
- Pachyceracris fusca Dirsh, 1962
- Pachyceracris griveaudi Descamps & Wintrebert, 1966